# Niccolò Bacigalupo

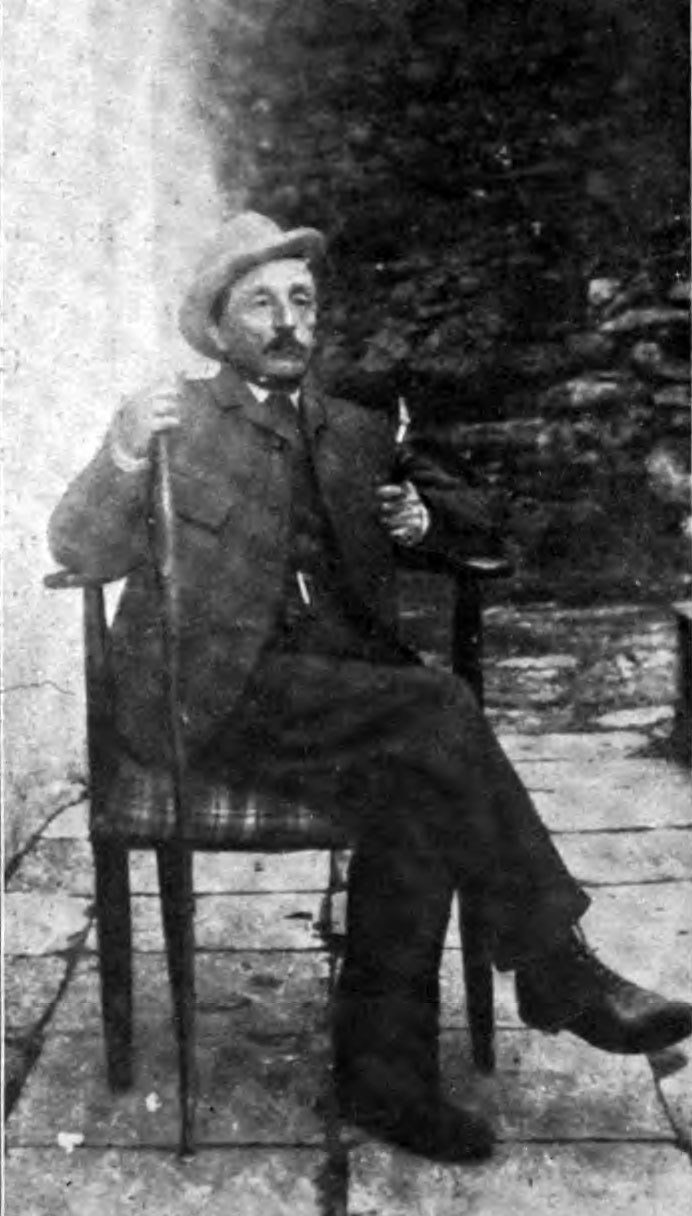

Niccolò Bacigalupo (Genova, 1837 – Genova, 1904) è stato un poeta e drammaturgo italiano.
(Niccolò Bacigalupo, Eneide. Ricordi di un reduce troiano in dialetto genovese)

## Biografia
Nato a Genova, studia presso il Collegio degli Scolopi a Savona, dove si appassionò ai classici greci e romani.
Poliglotta, conosceva tedesco, francese, inglese e lo spagnolo, potendo così leggere i maggiori scrittori in lingua originale.
A diciotto anni viene assunto dal Comune di Genova divenendone tesoriere nel 1878.
Molto proficua fu la collaborazione con il giornale satirico genovese "Il Saraceno".
Si dedicò per passatempo alle arti figurative e alla recitazione. La sua fama è legata soprattutto ad alcuni testi teatrali, il più noto dei quali è I manezzi pe maiâ 'na figgia, che furono cavalli di battaglia del celebre attore genovese Gilberto Govi. Scrisse in dialetto anche poesie (di una certa notorietà i sonetti dedicati alla Riviera Ligure) e tradusse testi latini: talora con intento parodistico (è il caso dell'Eneide illustrata da Pipein Gamba), talora invece dimostrando sensibilità e fedeltà all'originale (come nel caso delle Odi di Orazio).

## Opere
- I manezzi pe majâ unn-a figgia (1880).
- Piggiase o mâ do Rosso o cartâ.
- L'occaxion a fâ l'ommo laddro.
- 'Na balla de fumme.
- A filosofia do peruchê.
- Chi ha ciù lin fa ciù teia.
- Eneide. Ricordi di un reduce troiano in dialetto genovese.
- Ö Pappagallo de moneghe.
- Ö mego pe forsa
- Ö canto da rumenta.